# Евразия (фонд)
Фо́нд «Евра́зия» — частный фонд, осуществляет свою деятельность при поддержке Агентства США по международному развитию (USAID) и других финансовых доноров.

## История и Деятельность

Логотип фонда «Евразия»

Зарождение фондов в России началось в период перестройки, чему покровительствовала жена М. С. Горбачёва — Раиса Максимовна. Раиса Максимовна возила Джорджа Сороса по стране с целью привлечения в неё зарубежных фондов.
Фонд «Евразия» организовался в России в 1993 году и поддерживал локальные инициативы в области гражданского общества, развития частного предпринимательства, общественного управления и политики. С 1993 года фонд «Евразия» выделил 7 300 грантов на общую сумму свыше $150 миллионов в 12 бывших республиках СССР.

Логотип фонда
«Новая Евразия»

К концу 2004 года фонд «Евразия» свернул в России свою деятельность. Его миссию продолжил новый фонд, о котором было заявлено в ноябре 2004 года — Фонд «Новая Евразия» (ФНЕ), созданного как партнерский проект России, США и Европы. Основные задачи нового фонда — поддержка и укрепление гражданского общества в России, а также содействие интеграции страны в мировое сообщество. Соучредителями «Новой Евразии» выступили: российский фонд «Династия» (основатель Дмитрий Зимин, почетный президент ОАО «Вымпелком»), европейский фонд «Мадарьяга» (президент Хавьер Солана, Верховный представитель Евросоюза по единой внешней политике и политике безопасности) и американский Фонд «Евразия» (президент Уильям Мейнз).
Президент фонда «Новая Евразия» — Андрей Кортунов.
В фонде участвуют Юргенс, Никонов, Караганов, Павловский и др.

## Фонд Евразия Центральной Азии
Фонд Евразия Центральной Азии (ФЕЦА) основан в 2005 году, для того чтобы наилучшим образом удовлетворять потребности местных организаций — партнёров Фонда Евразия (ФЕ) в Центральной Азии, а также передать полномочия управления местным сотрудникам.
ФЕЦА реализует свою деятельность в Центральноазиатском регионе. Представительства ФЕЦА действуют в Алматы, Бишкеке и Душанбе.
Являясь преемником Фонда Евразия, работавшего в регионе с 1993 года, ФЕЦА обладает большим опытом в области разработки, реализации и управления проектами. ФЕЦА поддерживает местные инициативы по развитию сообществ, частного предпринимательства, систем образования и государственного управления в Центральной Азии и доступа к правосудию.
Президент Фонда Евразия Центральной Азии — Ринад Темирбеков.